# Martin von Denk
Martin Denk, seit 1905 Ritter von Denk, (* 12. Juli 1854 in München; † 6. September 1935 in Ammerland) war ein bayerischer General der Artillerie im Ersten Weltkrieg.

## Leben

### Familie
Er war der Sohn des Großkaufmanns Josef Denk (1819–1869) und dessen Ehefrau Cäcilia, geborene Orelli (1824–1881). Denk verheiratete sich 1891 mit Sophie Münch. Aus der Ehe gingen zwei Kinder hervor.

### Militärkarriere
Nach dem Besuch des Realgymnasiums trat Denk 1874 als Freiwilliger in das 2. Feldartillerie-Regiment der Bayerischen Armee in Würzburg ein. Nach dem erfolgreichen Besuch der Kriegsschule München wurde er am 27. November 1876 zum Sekondeleutnant befördert und diente ab 1880 als Regimentsadjutant. Von 1885 bis 1888 absolvierte Denk, der zwischenzeitlich am 4. Dezember 1886 zum Premierleutnant befördert worden war, die Kriegsakademie, die ihm die Qualifikation für die Höhere Adjutantur und das Lehrfach aussprach. Ab 1889 war er als Direktionsoffizier und Lehrer an der Artillerie- und Ingenieur-Schule tätig, wurde am 1. Oktober 1890 Hauptmann und 1893 als Batteriechef in das 3. Feldartillerie-Regiment „Königin Mutter“ versetzt. 1896 folgte seine Versetzung zur Inspektion der Fußartillerie. Seit 31. Oktober 1898 Major, wurde Denk 1900 in das Kriegsministerium versetzt und stieg hier nach seiner Beförderung zum Oberstleutnant am 14. Juli 1902 zum Chef der Abteilung für Artillerie- und Waffenwesen auf. Als Oberst kehrte Denk in den Truppendienst zurück und war vom 9. April 1905 bis 11. Dezember 1906 Kommandeur des 3. Feldartillerie-Regiment „Prinz Leopold“.
Durch Prinzregent Luitpold wurde Denk am 6. Mai 1905 mit dem Ritterkreuz des Verdienstordens der Bayerischen Krone beliehen. Mit der Verleihung war die Erhebung in den persönlichen Adelstand verbunden und er durfte sich nach der Eintragung in die Adelsmatrikel „Ritter von Denk“ nennen.
Am 14. Dezember 1906 ernannte man ihn zum Kommandeur der 1. Feldartillerie-Brigade. In dieser Stellung am 8. März 1907 zum Generalmajor befördert, folgte im Jahr darauf seine Ernennung zum Inspekteur der Technischen Institute. Seit 23. April 1911 Generalleutnant, wurde Denk am 11. März 1912 mit dem Stern zum Militärverdienstorden II. Klasse ausgezeichnet und am 19. März 1914 in Genehmigung seines Abschiedsgesuches mit der gesetzlichen Pension zur Disposition gestellt.
Während des Ersten Weltkriegs erfolgte seine Wiederverwendung als Generalleutnant z.D. Vom 7. März 1915 bis 14. Juni 1917 diente Denk als Inspekteur der Etappeninspektion 6. In dieser Funktion wurde er mit beiden Klassen des Eisernen Kreuzes ausgezeichnet und am 18. November 1916 erhielt er den Charakter als General der Artillerie.